# Eurybistus fallax
Eurybistus fallax är en insektsart som beskrevs av Bragg 200. Eurybistus fallax ingår i släktet Eurybistus och familjen Aschiphasmatidae. Inga underarter finns listade i Catalogue of Life.